# Фомин, Иван Николаевич
Иван Николаевич Фомин (21 января 1907, Московская область — 11 июля 1994, Московская область) — механик-водитель танка 49-й гвардейской танковой бригады 12-го гвардейского танкового корпуса 2-й гвардейской танковой армии 1-го Белорусского фронта, гвардии старшина. Герой Советского Союза.

## Биография
Родился 21 января 1907 года в деревне Никита ныне Волоколамского района Московской области. Окончил начальную школу. Работал токарем на заводе «Серп и молот» в Москве, шофёром на автобазе Моссовета.
В Красной Армии в 1929—1931 годах и с июня 1941 года. Участник Великой Отечественной войны с июня 1941 года.
Механик-водитель танка 49-й гвардейской танковой бригады гвардии старшина Иван Фомин отличился 14 января 1945 года в бою за город Блендув, расположенный близ польской столицы — Варшавы.
Находясь в разведке, экипаж танка ворвался на окраину города. В ожесточённом бою, маневрируя между домами, механик-водитель Фомин наносил ощутимые удары противнику. Когда же фашистам удалось поджечь танк, гвардии старшина Фомин И. Н., не покидая боевой машины, продолжал вплоть до подхода наших основных сил уничтожать артиллерию и пехоту противника. Тяжело раненый и обожжённый, отважный танкист был отправлен в госпиталь. Своим мужеством и отвагой он обеспечил выполнение боевого задания.
Указом Президиума Верховного Совета СССР от 27 февраля 1945 года за образцовое выполнение боевых заданий командования на фронте борьбы с немецко-вражеским захватчиками и проявленные при этом мужество и героизм гвардии старшине Фомину Ивану Николаевичу присвоено звание Героя Советского Союза с вручением ордена Ленина и медали «Золотая Звезда».
После войны И. Н. Фомин демобилизован. Жил в городе Люберцы Московской области. До ухода на заслуженный отдых работал шофёром.
Скончался 11 июля 1994 года. Похоронен в Люберцах на Старом Люберецком кладбище.
Награждён орденом Ленина, двумя орденами Красного Знамени, орденом Отечественной войны 1-й степени, медалями.